# Marino Luzardo
Marino Luzardo (Ciudad de La Habana, 19 de septiembre de 1969),
es un locutor de radio y conductor de la televisión cubano. Conductor del popular programa ¨Al Mediodía¨ de la Televisión Cubana.
Multipremiado locutor que se caracteriza por su estilo sobrio, su  seguridad de expresión y  manejo cuidadoso del lenguaje, conocimiento y calidad en sus entrevistas.

## Biografía
Nació en La Habana en el Hospital Nacional. Su niñez y adolescencia transcurrieron en el barrio de Arroyo Apolo o también llamado Barrio Azul, muy cerca de La Palma. De niño le apasionaban las artes plásticas: pintar y modelar con plastilina. 
Aunque se inclinó a sus inicios hacia la psicología terminó graduándose como Ingeniero en Telecomunicaciones. Se graduó en el año 1992 y durante 10 años se mantuvo vinculado a esa especialidad de las telecomunicaciones.
Como antesala de su entrada en el mundo de la locución estando en posición de oyente y  televidente comenzó a estudiar y evaluar el trabajo que a él le llegaba de cada locutor o conductor de programas. Comenzó a descubrir que podía hacerlo a su forma, con otro estilo y desenfado. Fue así como decidió entrar en ese mundo estimulado por el reconocimiento de su buena voz por parte de sus amigos y decidirse a realizar un curso de locución.
Se estrena como profesional en la radio el  1.º. de enero de 2003 y en la televisión comienza de manera estable, en el programa "De tarde en casa", espacio en vivo de mucha teleaudiencia en el cual permaneció por 12 años.
El programa ¨Al Mediodía¨ ha sido su mayor desafío pues es un espacio en horario estelar que se realiza en vivo y en el que ha podido valerse de sus conocimientos y herramientas como locutor. En este programa se inició en el año 2008 y se mantiene hasta la fecha actual. 
La versatilidad de Marino Luzardo frente a las cámaras ha quedado demostrada con su participación en un programa humorístico, en una telenovela o en diferentes espectáculos. Ha demostrado siempre una presencia sobria, gestualidad elegante y seguridad en su proyección demostrando no solo ser un magnífico locutor en off que ejerce una «fuerza magnética», sino que delante de las cámaras hay que contar con él.
Ha tenido invitados en sus espacios televisivos a figuras de talla internacional como Johnny Ventura, Olga Tañón, Rozalén, La Mari de Chambao, Andy Montañez, Gianluca Grignani, Maridalia Hernández, Tania Libertad, Lila Downs, Pilar Boyero, Eugenia León, Eva Ayllón, Patricia Sosa, Danny Rivera y Charles Fox el autor de la canción 
Killing_Me_Softly_with_His_Song, entre otros. 

### Trabajo como Locutor de Radio
- Conductor programa Superaudio Radio Metropolitana (1994)
- Conductor programa En Buena Compañía Radio Metropolitana (1994)
- Conductor Noticiero De Buena Tinta Radio Metropolitana (1994)
- Conductor Revista Cultural Esta Mañana Radio Metropolitana (2003)
- Conductor Noticiero Radio Ciudad de La Habana (1993)
- Conductor Noticiero Periódico del Aire COCO (2004 - 2006)
- Conductor programa Melodías Mexicanas (2006)
- Locutor Revista Cultural A Buena Hora Radio Taíno (2003 – 2006)
- Locutor Revista Informativa Temprano Radio Taíno (2004 – 2006)
- Conductor SOS Planeta Radio Taíno (2006)
- Locutor Radio Reloj  (2003 – 2004)

### Trabajo como Locutor de Televisión
- Programa Todo Listo Canal Educativo 2 (sustituto) (2004)
- Programa verano en TV Canal Cubavisión (sustituto) (2004)
- Programa Elija Usted Canal Educativo 2 (sustituto) (2005 – 2006)
- Encuentro con Clío Canal Tele Rebelde (2005)
- Revista De Tarde en Casa Canal Educativo 2 (2005 – 2017)
- Programa Sitio del Arte Sistema Informativo TV Cubana (2003 – 2018)
- Doblaje Televisión Cubana (2004 – 2018)
- Programa “Con signo de Amor” Canal Educativo (2007 – 2008)
- Programa “La Neurona Intranquila” Canal Habana (2007)
- Programa Siete maravillas de la Ingeniería Civil Cubana Canal Educativo 2 (2008)
- Programa de la Caribbean Broadcasting Union (CBU) Agosto 2008 en inglés y español transmitida en vivo por Cubavisión Internacional
- Programa ¨Al Mediodía¨. Conductor Principal (2008-2023)
- Programa Clave del Éxito 2018 -2023
- Programa Al Compás de la Noche 2020 - 2023
- Programa Somos Familia 2017

### Trabajo como Locutor en actos y espectáculos
- Actividades culturales Teatros América, Mariana Grajales, Bellas Artes, Nacional, Gran Teatro de La Habana, Karl Marx, Lázaro Peña, Memorial José Martí y otros.
- Entrega de Premios de la Latinidad de la Unión Latina (2007 – 2010)
- Gala por treinta aniversario de la Unión Árabe Gran Teatro de La Habana
- Festival de Habano (conducción bilingüe) (2011 – 2023)
- Gala Premios Caracol transmitida por la TV (2014)
- Espectáculo Amigas con Ballet Lizt Alfonso (2014)
- Festival Isla que Suena. Varadero (2016)
- Encuentro de Voces Populares (Presentando a Maridalia Hernández, Tania Libertad, Toto La Momposina, Eugenia León, Jorge Drexler Lila Downs) (2012 – 2018)
- Festival Barbarito Diez (2012 - 2019)
- Festival Chocolate con Café Guantánamo (2019 – 2022)
- Fiesta del Tambor (2012 – 2023)

### Premios y Reconocimientos
- Premio de Locución Festival de Televisión(2014, 2016)
- Sello de Laureado Sindicato Trabajadores de la Cultura
- Diploma Nicolas Guillen UNEAC
- Premio Popularidad de Radio Taino
- Premio de la popularidad programa Entre tu y yo (2013,2014, 2015, 2016)
- Premio Caracol UNEAC 2007 Narración de Documental para TV
- Premio Caracol UNEAC 2006  Narración de Documental para TV.
- Sello de Laureado Sindicato de Trabajadores de la Cultura
- Distinción Gitana Tropical
- Premio al Primer Expediente Curso Habilitación para Locutor de Radio y TV (1994)